# Südafrikanische Cricket-Nationalmannschaft in Bangladesch in der Saison 2003
Die Tour der südafrikanischen Cricket-Nationalmannschaft nach Bangladesch in der Saison 2003 fand vom 24. April bis zum 4. Mai 2003 statt. Die internationale Cricket-Tour war Bestandteil der Internationalen Cricket-Saison 2003 und umfasste zwei Tests. Südafrika gewann die Serie 2–0.

## Vorgeschichte
Beide Mannschaften spielten zuvor zusammen mit Indien ein Drei-Nationen-Turnier.
Das letzte Aufeinandertreffen der beiden Mannschaften bei einer Tour fand in der Saison 2002/03 in Südafrika statt.

## Stadien
Die folgenden Stadien wurden für die Tour als Austragungsort vorgesehen.
| Stadion                      | Stadt      | Kapazität | Spiele  |
| ---------------------------- | ---------- | --------- | ------- |
| M. A. Aziz Stadium           | Chittagong | 30.000    | 1. Test |
| Bangabandhu National Stadium | Dhaka      | 36.000    | 2. Test |

## Kaderlisten
Südafrika benannte seinen Kader am 16. März 2003.
| Test | Test |
| Sri Lanka | Bangladesch |
| --- | --- |
| - Graeme Smith (K) - Paul Adams - Mark Boucher (wk) - Alan Dawson - Boeta Dippenaar - Herschelle Gibbs - Neil McKenzie - Makhaya Ntini - Robin Peterson - Shaun Pollock - Jacques Rudolph - Charl Willoughby | - Khaled Mahmud (K) - Akram Khan - Alok Kapali - Enamul Haque - Habibul Bashar - Javed Omar - Mashrafe Mortaza - Mehrab Hossain - Mohammad Ashraful - Mohammad Rafique - Mohammad Salim (wk) - Tapash Baisya |

## Tests

### Erster Test in Chittagong
| 24. – 27. April Scorecard | Chittagong (MAS) | Bangladesch 173 (65.3) & 237 (82.4)             | – | Südafrika 470-2 (130.5) |
|                           |                  | Südafrika gewinnt mit einem Innings und 60 Runs |   |                         |

### Zweiter Test in Dhaka
| 1. – 4. Mai Scorecard | Dhaka (BNS) | Südafrika 330 (113.2)         | – | Bangladesch 102 (35.5) & 210 (83) (f/o) |
|                       |             | Südafrika gewinnt mit 18 Runs |   |                                         |

## Statistiken
Die folgenden Cricketstatistiken wurden bei dieser Tour erzielt.
| Tests             | Tests       | Tests   | Tests   | Tests   | Tests   | Tests   | Tests   | Tests   |
| Batting           | Batting     | Batting | Batting | Batting | Batting | Batting | Batting | Batting |
| Spieler           | Mannschaft  | Spiele  | Innings | Runs    | Average | HS      | 100s    | 50s     |
| ----------------- | ----------- | ------- | ------- | ------- | ------- | ------- | ------- | ------- |
| Jacques Rudolph   | Südafrika   | 2       | 2       | 293     | 293,00  | 222*    | 1       | 1       |
| Habibul Bashar    | Bangladesch | 2       | 4       | 182     | 45,50   | 75      | 0       | 2       |
| Boeta Dippenaar   | Südafrika   | 2       | 2       | 178     | 178,00  | 177*    | 1       | 0       |
| Javed Omar        | Bangladesch | 2       | 4       | 137     | 34,25   | 71      | 0       | 1       |
| Mohammad Ashraful | Bangladesch | 2       | 4       | 78      | 19,50   | 28      | 0       | 0       |
| Bowling           |             |         |         |         |         |         |         |         |
| Spieler           | Mannschaft  | Spiele  | Overs   | Wickets | Average | BBI     | 5W      | 10W     |
| Paul Adams        | Südafrika   | 2       | 51.1    | 12      | 14,91   | 5/37    | 2       | 1       |
| Shaun Pollock     | Südafrika   | 2       | 40      | 7       | 10,85   | 2/12    | 0       | 0       |
| Makhaya Ntini     | Südafrika   | 2       | 56      | 7       | 21,57   | 3/32    | 0       | 0       |
| Mohammad Rafique  | Bangladesch | 1       | 37.2    | 6       | 12,83   | 6/77    | 1       | 0       |
| Robin Peterson    | Südafrika   | 1       | 35.5    | 5       | 13,60   | 3/46    | 0       | 0       |
| Alan Dawson       | Südafrika   | 2       | 42      | 5       | 23,40   | 2/20    | 0       | 0       |

## Player of the Series
Als Player of the Series wurden die folgenden Spieler ausgezeichnet.
| Serie | Player of the Series |
| ----- | -------------------- |
| Test  | Jacques Rudolph      |

### Player of the Match
Als Player of the Match wurden die folgenden Spieler ausgezeichnet.
| Spiel   | Player of the Match |
| ------- | ------------------- |
| 1. Test | Jacques Rudolph     |
| 2. Test | Mohammad Rafique    |